# Ácido hexafluorofosfórico
El ácido hexafluorofosfórico es un compuesto inorgánico de fórmula química HPF6. El producto comercial es una solución de 60-70%.
Es un ácido fuerte de Brønsted incluye un anión no coordinante, hexafluorofosfato ( PF6-).

## Síntesis
Se forma a partir de la reacción del fluoruro de hidrógeno con pentafluoruro de fósforo.
{\displaystyle \mathrm {PF_{5}+HF\longrightarrow HPF_{6}} }
También se pueden preparar por reacción de ácido fosfórico o pentóxido de fósforo con fluoruro de hidrógeno o ácido fosfórico con fluoruro de calcio y ácido sulfúrico.
{\displaystyle \mathrm {H_{3}PO_{4}+6\ HF\longrightarrow HPF_{6}+4\ H_{2}O} }
{\displaystyle \mathrm {P_{2}O_{5}+12\ HF\longrightarrow 2\ HPF_{6}+5\ H_{2}O} }
{\displaystyle \mathrm {H_{3}PO_{4}+3\ CaF_{2}+3\ H_{2}SO_{4}\longrightarrow \ } }{\displaystyle \mathrm {\ HPF_{6}\cdot 4\ H_{2}O+3\ CaSO_{4}} }

## Propiedades
Al igual que muchos ácidos fuertes, el ácido hexafluorofosfórico no es aislable sólo es estable en solución. La solución acuosa es incolora, ácida ( ácido Brønsted ) y puede llegar hasta una concentración de aproximadamente 75% se concentra. Sus soluciones acuosas consisten de iones hidronio, H6O+ y PF6−. Además, dichas soluciones contienen productos derivados de la hidrólisis de los enlaces PF, incluyendo HPO2F2, H2PO2F , y H3PO4, y sus bases conjugadas.
El ácido hexafluorofosfórico se descomponen a temperaturas elevadas y libera fluoruro de hidrógeno.
El hexahidrato recibe el nombre de "hexafluoro cristalino", el ion PF6−  está encerrado en jaulas octaédricos truncadas, formado por agua y protones. La espectroscopia de resonancia magnética nuclear proporciona evidencia de que estas soluciones de hexahidrato contienen cantidades significativas de fluoruro de hidrógeno.

## Aplicación
- El hexafluorofosfórico se emplea como catalizador en la fotopolimerización.[5]
- Las sales de hexafluorofosfórico se utilizan en líquidos iónicos.[6]